# Villacher SV
Der Villacher SV ist ein Fußballverein aus Villach in Kärnten, Österreich und existierte als eigenständiger Verein von 1920 bis 1997 und erneut seit 2006. Der Verein kam bis in die zweithöchste österreichische Fußballliga und in einer Spielgemeinschaft mit der WSG Radenthein bis in die höchste Spielstufe in Österreich. Als vorübergehende Nachfolgevereine können die heute nicht mehr existierenden Klubs FC Kärnten und FC Villach angesehen werden. Sehr bekannt ist auch die mittlerweile eigenständige Sektion Eishockey, die den Namen EC VSV führt.

## Geschichte des Villacher SV

### Gründungszeit
Den Anstoß zur Gründung eines Fußballvereines in Villach gab die in den Jahren 1919/20 hier stationierte italienische Besatzungsgarnison. Diese war am heutigen Seebacher Gelände stationiert und hatte zur Ausübung der bei den Italienern so beliebten Sportart auf der Napoleonwiese einen provisorischen Fußballplatz errichtet, auf dem es bald auch der Villacher Bevölkerung erlaubt war, dem Ball nachzujagen. Im Herbst 1919 kam es schließlich zu ersten Vergleichskämpfen, damals als Propagandaspiele bezeichnet, zwischen italienischen Soldatenmannschaften und der vor allem jungen männlichen Bevölkerung Villachs.
Zu Beginn wurde der Fußballsport von der Mehrheit der Villacher noch belächelt und als zu roh bezeichnet, doch das Interesse der jungen Burschen war mittlerweile derart groß geworden, dass man daran dachte, einen eigenen Verein zu gründen. Am 12. Mai 1920 wurde im damaligen „Café Drau“ eine Gründungsversammlung abgehalten und der Villacher Sportverein mit den Vereinsfarben Blau-Weiß offiziell gegründet. Mit der Vereinsgründung wurde auch die Gründungsmannschaft mit den Spielern Bauer, Manesi, Gregoritsch, Fisch, Popp, Geiger, Ringer, Guth, Berger, Richter, Pratnecker, Perkonig, Kober, Beck, Nehammer aus der Taufe gehoben. Der Villacher SV war damit der erste Fußballverein in Oberkärnten. Noch im August desselben Jahres trug der Verein auf dem Seebacher Reitschulgelände ein Spiel gegen eine italienische Militärmannschaft aus. Wurden die Villacher Sportler zu Beginn nur von einigen zufällig vorbeikommenden Ausflüglern beobachtet, kamen zu diesem Vergleichskampf bereits 1500 Zuschauer.
Seinen ersten großen Erfolg feierte der Villacher SV mit dem Gewinn des Landesmeistertitels in der 1. Kärntner Klasse, der damals höchsten Spielstufe im Kärntner Fußballgeschehen. Die Gegner in diesem denkwürdigen Jahr hießen Klagenfurter SV, Klagenfurter AC,  Amateure SK Klagenfurt und Deutscher SK Villach. Im Kärntner „10.-Oktober-Pokal“ schieden die Blau-Weißen jedoch schon in der ersten Runde gegen den Klagenfurter AC aus. 1925 erreichten die Villacher dann das Finale im 10.-Oktober-Pokal und spielten wieder gegen den Klagenfurter AC. Der Ausgang dieses Finalspieles ist heute nicht mehr bekannt. 1927 wurde die Entscheidung um den Kärntner Landesmeister in einem Finalspiel ermittelt, das der Villacher SV gegen den Klagenfurter SV bestritt. Auch dieses Ergebnis ist nicht bekannt. 1931 unterlag der Verein im Semifinale des Pokals dem SK Austria Klagenfurt knapp mit 0:1. Ebenfalls an der Klagenfurter Austria scheiterte der Villacher SV im Finale des 10.-Oktober-Pokals von 1935. Nachdem das Heimspiel mit 2:1 gewonnen worden war, kam es beim Rückspiel beim Stand von 0:1 zu einem Spielabbruch. Das Wiederholungsspiel gewannen die Klagenfurter klar mit 5:1.

### Kriegszeit 1939–1945
Nach der Machtübernahme der Nationalsozialisten in Österreich kam es auch zu einer Neueinteilung des österreichischen (ostmärkischen) Fußballgeschehens. Aus den neu eingerichteten Bezirksklassen (2. Leistungsstufe) konnten sich erstmals auch Bundesländervereine für die höchste ostmärkische Liga qualifizieren. Der Villacher Sportverein spielte in der Bezirksklasse Süd  gegen Vereine aus Kärnten und der Steiermark und belegte den vierten Platz. In der Folgesaison 1939/40 spielten die beiden Bundesländer ihre Meister wieder in getrennten Ligen aus. Der Villacher SV eroberte, wie auch in den folgenden Jahren 1941, 1942 und 1943 den Meistertitel in der 1. Kärntner Klasse, unterlag jedoch im Spiel um den Steirisch-Kärntner Gesamtmeister dem Grazer SC. In der Aufstiegsrunde zur Gauliga Donau-Alpenland scheiterte der VSV 1943 mit null Punkten aus vier Spielen deutlich an den Vereinen LSV Markersdorf an der Pielach und Kapfenberger SC.
Die damalige Vereinsführung des VSV wurde zwar auch von den Nationalsozialisten kontrolliert, doch verstanden es die Funktionäre sehr gut, doch etwas von der damaligen Ideologie abweichend zu handeln. In die Kriegszeit fallen auch die ersten Berichte über einen begnadeten Spieler des VSV, nämlich Ernst Melchior.

### Nachkriegszeit
Nachdem die Meisterschaft von 1944/45 nicht ausgespielt worden war, folgte ab Frühjahr 1946 eine erstmals ausgetragene Meisterschaft mit nur vier Vereinen, darunter dem VSV, wobei jedes Team nur einmal gegeneinander spielte. Ab Herbst 1946 wurde die Meisterschaft in zwei Klassen geführt, praktisch war die 1. Klasse als höchste Landesklasse die erste „Kärntner Liga“. In der Saison 1947/48 sicherte sich der Villacher Sportverein den als Nachfolger des 10.-Oktober-Pokals neu eingeführten Kärntner Landescup mit einem 3:1-Finalerfolg gegen den Stadtkonkurrenten ESV Villach. In der Saison 1948/49 stellten die neu gegründeten Landesligen nach Einführung der Staatsliga A die zweite Spielstufe in Österreich dar. Allerdings blieb in Kärnten das seit 1946/47 geltende System aufrecht, die 1. Klasse blieb weiterhin höchste Liga – und außerdem zeigte der Kärntner Landesverband, im Gegensatz zu den übrigen acht Landesverbänden, kein Interesse, dass seine Klubs die gegebene Chance nützen konnten, in die bundesweite österreichische Staatsliga aufsteigen. Der Villacher SV beendete die Saison an zweiter Stelle der Kärntner Landesliga und qualifizierte sich damit für die ab der Saison 1949/50 eingerichtete zweitklassige Tauernliga, die die besten Vereine Kärntens und Salzburgs umfasste. Nach dem Titelgewinn in dieser Klasse scheiterte die Villacher in der Aufstiegsrunde zur Staatsliga A am Linzer ASK und PSV Innsbruck. 1955/56 wurde die Tauernliga in die Bereiche Süd (Kärnten) und Nord (Salzburg) aufgeteilt. Ab 1959/60 spielten die Kärntner Vereine in der nunmehr anstelle der Tauernliga neu ins Leben gerufenen Regionalliga Mitte, in der im ersten Jahr mit der WSG Radenthein nur ein Klub aus Kärnten vertreten war. Der VSV konnte nach dem Meistertitel 1961/62 erstmals aufsteigen, musste aber nach zwei Saisonen wieder absteigen. Wohl wurde 1964/65 der neuerliche Titelgewinn und Aufstieg geschafft, doch man war nur ein Jahr in der Regionalliga Mitte vertreten. Der nächste Titelgewinn kam erst 1969/70.
1973 gingen die Villacher, damals Dritter der Saison 1972/73, eine Spielgemeinschaft mit der WSG Radenthein, dem Titelträger dieser Meisterschaft, ein und erspielten als WSG Radenthein/VSV den 15. Rang in der höchsten österreichischen Liga (seit 1965/66 als „Nationalliga“ bezeichnet), der für den Klassenerhalt gereicht hätte, wäre nicht im Frühjahr 1974 die große Bundesligareform (mit weitgreifenden und radikalen Maßnahmen) durchgeführt worden. An der neuen Bundesliga durften nur 10 ausgesuchte Vereine (praktisch von jedem Bundesland eine Mannschaft; von Kärnten war es Austria Klagenfurt; Ausnahme bildete Wien mit seinen beiden Traditionsklubs „Rapid“ und „Austria“) teilnehmen. Alle Regionalligen wurden aufgelöst; die Nationalliga wurde eine Saison lang als zweite Leistungsstufe (mit der WSG Radenthein/VSV) weitergeführt und dann durch die Bundesliga-2. Division abgelöst. Die Spielgemeinschaft mit Radenthein wurde am Ende der Saison 1974/75 wieder gelöst, der Villacher SV übernahm den Ligaplatz in der Bundesliga-2. Division. Nach dem Abstieg 1983, der erst in der letzten Runde besiegelt wurde, spielte der VSV zwei Jahre in der Kärntner Landesliga und kehrte in der Saison 1985/86 nach einem glücklichen Verlauf der dafür notwendigen Aufstiegs-Qualifikation für ein Spieljahr in die zweite Bundesliga zurück. Nach anfänglich positiven Resultaten kam es zu einem Rückfall, der Verein musste im Frühjahr im Abstiegs-Play-Off um den Klassenerhalt kämpfen, der jedoch nicht gelang.

### Ligenteilnahme Villacher SV

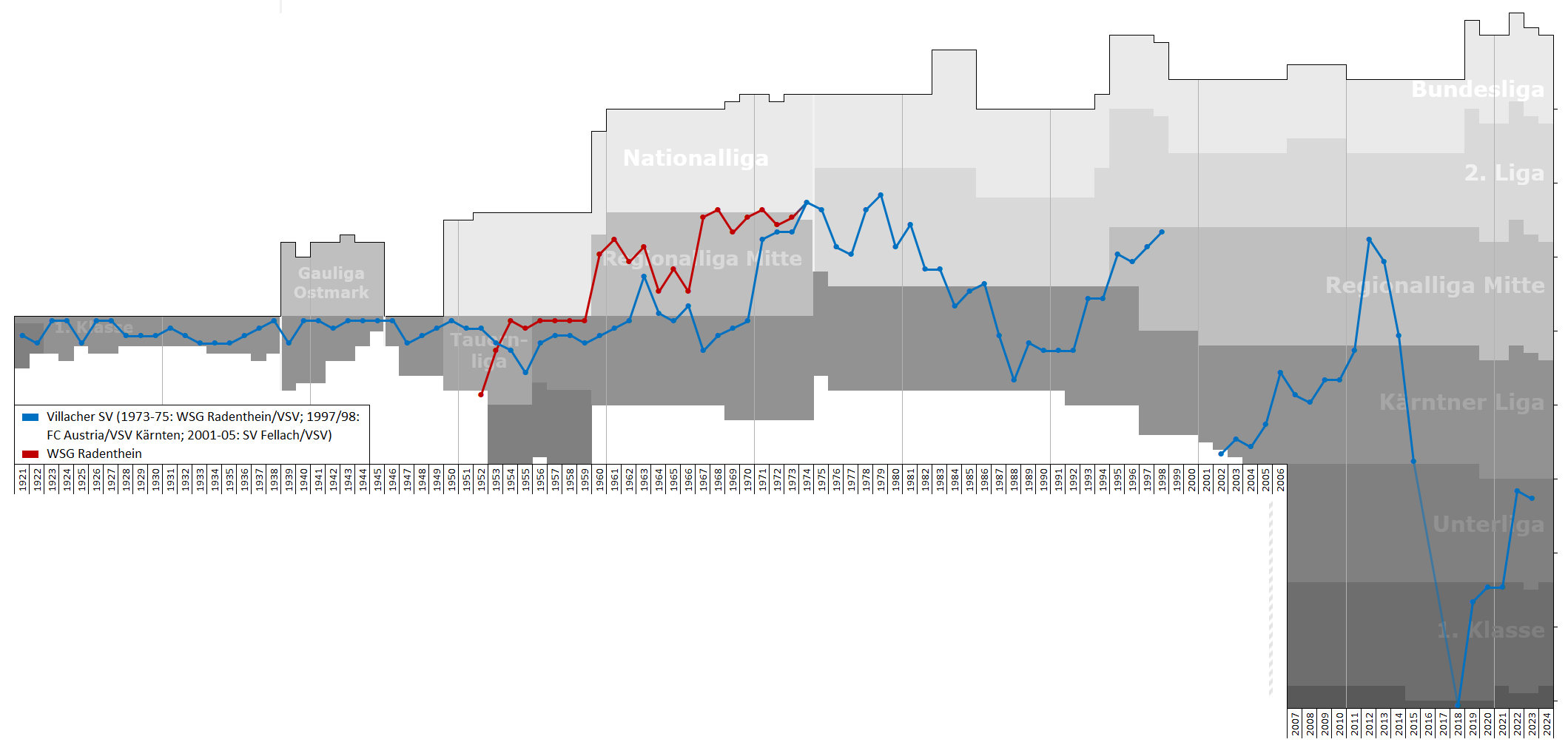
Tabellenplatzierungen des Villacher SV

- 1. Klasse Kärnten: 1923, 1924, 1925, 1926, 1927, 1928, 1929, 1930, 1931, 1932, 1933, 1934, 1935, 1936, 1937, 1938 (abgebrochen), 1940, 1941, 1942, 1943, 1944, 1946, 1947, 1948
- Bezirksklasse Süd: 1939
- Landesliga Kärnten: 1949, 1960, 1961, 1962, 1965, 1967, 1968, 1969, 1970
- Landesliga Kärnten: 1984, 1985, 1987, 1988, 1989, 1990, 1991, 1992, 1993, 1994
- Tauernliga: 1950/1, 1951/2, 1952/2, 1953/4, 1954/5, 1955/8
- Tauernliga Süd: 1956/4, 1957/3, 1958/3, 1959/4
- Regionalliga Mitte: 1963/9, 1964/14, 1966/13, 1971, 1972, 1973
- Regionalliga Mitte: 1995, 1996, 1997
- Nationalliga: 1974 als WSG Radenthein/VSV
- Nationalliga: 1975 als WSG Radenthein/VSV
- Bundesliga-2. Division: 1976, 1977, 1978, 1979, 1980, 1981, 1982, 1983, 1986

### Erfolge des Villacher SV
- Kärntner Landesmeister: 1923, 1940, 1941, 1942, 1943, 1946 (ev. 1927)
- Sieger 10. Okt.-Pokal: 1922
- Finale 10. Okt.-Pokal: 1925 (ev. Sieger), 1935
- Sieger Kärntner Landespokal: 1946, 1947, 1948
- Finale Kärntner Landespokal: 1924
- Tauernligameister: 1950
- Meister Kärntner Landesliga:	1962, 1965, 1970, 1985

## Fusion zum FC Kärnten
Die 1990er Jahre bedeuteten für den Villacher SV zugleich Ende und Neubeginn. Nach dem Abstieg 1986 spielte der VSV in der Kärntner Liga, ehe er ab der Saison 1994/95 in die wieder eingeführte Regionalliga Mitte aufstieg. Nach der Saison 1996/97 beschloss der Vorstand des Villacher SV eine Fusion mit dem SK Austria Klagenfurt zum FC Austria/VSV Kärnten, wobei mehrere Spiele dieser Spielgemeinschaft im Villacher Stadion „Stadion Lind“ ausgetragen wurden. Schon in der Saison 1997/98 wurde diese Spielgemeinschaft Meister der Regionalliga und qualifizierte sich in weiterer Folge gegen den FC Untersiebenbrunn (Meister der Regionalliga Ost), nach einem 1:2 im Auswärtsmatch, durch ein Heim-2:0 für die zweithöchste österreichische Spielklasse, die ab nun den Namen „Erste Liga“ trug. Im Herbst 1999 erfolgte die Umbenennung des FC Austria/VSV auf FC Kärnten (Klagenfurt). Die Saison 2000/01 beendete der FC Kärnten als Meister der 2. Liga und feierte neben dem Aufstieg in die Bundesliga auch sensationell den Pokalsieg mit einem 2:1-Finalsieg gegen den FC Tirol Innsbruck. Im selben Jahr wurde auch der Supercup mit einem 0:0 und 10:9 im Elfmeterschießen gegen den gleichen Verein gewonnen. 2003 erreichte der FC Kärnten erneut das Finale im ÖFB-Cup, unterlag aber ebenso wie im Supercup dem FK Austria Wien. Der Villacher SV war endgültig im neuen FC Kärnten aufgegangen und somit Vergangenheit. Dies auch deshalb, da sich die Villacher mit dem in Klagenfurt spielenden FC Kärnten größtenteils nicht mehr identifizieren konnten und am Aufbau eines neuen, eigenen Vereins arbeiteten. Jener FC Kärnten aber stieg 2004 zunächst aus der Bundesliga und 2008 dann auch aus der zweithöchsten Klasse (Erste Liga) ab. Wegen immenser finanzieller Probleme musste am 21. Jänner 2009 während der laufenden Regionalligasaison der Spielbetrieb eingestellt werden. Für die Spielzeit 2009/10 konnte kein Partner für eine Spielgemeinschaft gefunden werden.

### Ligenteilnahme FC Austria/VSV
- Regionalliga Mitte: 1997/98 (1.)
- Bundesliga-2. Division: 1998/99 (6.)

### Erfolge des FC Austria/VSV
- Meister der Regionalliga Mitte: 1997/98

### Ligenteilnahme FC Kärnten
- 2. Bundesliga: 1999/2000 (5.), 2000/01 (1.)
- Bundesliga: 2001/02 (5.), 2002/03 (8.), 2003/04 (10.)
- Erste Liga: 2004/05 (3.), 2005/06 (7.), 2006/07 (7.), 2007/08 (10.)
- Regionalliga Mitte: 2008/09 (Spielbetrieb insolvenzbedingt in der Winterpause eingestellt)

### Erfolge des FC Kärnten
- Meister der 2. Bundesliga: 2000/01
- Pokalsieger: 	2001
- Pokalfinalist: 2003
- Supercupsieger: 2001
- Supercupteilnehmer: 2003

## Neubeginn (1997–2005)

### Spielgemeinschaft und Neustart in der untersten Klasse
Der Neubeginn gestaltete sich nicht so schwierig, wie es zu befürchten war. Gleichzeitig, als aus dem bisherigen Klub Austria Klagenfurt/VSV der FC Kärnten wurde, gingen die Villacher mit dem in der Kärntner Landesliga spielenden Lokalrivalen SC Landskron eine neue Spielgemeinschaft ein, welche bis Saisonende 2001/02 bestand. Gleichzeitig wurde der VSV dank Herbert Michl und vor allem Josef Wirth, der in Folge als Präsident die finanzielle Verantwortung übernahm, wiederbelebt. Konzentrierte sich die Vereinstätigkeit zu Beginn auf die Weiterführung der erfolgreichen Nachwuchsarbeit, konnte ab Herbst 2002 mit dem Start einer eigenen Mannschaft in der 2. Klasse, Regionalgruppe B (der Kader bestand durchwegs aus eigenen Nachwuchsspielern bzw. aus „erfahrenen“ jungen Spielern aus dem Villacher Raum) unter Trainer Gernot Jank (Spieler beim VSV in der 2. Division, Sohn des legendären VSV-Trainers „Herr Jank“) der sofortige Aufstieg in die 1. Klasse erreicht werden.  	
Parallel dazu wurde von der Familie Wallner der FC Villach als eigenständiger Nachwuchsverein aufgebaut.

### FC Villach
Der FC Villach hatte mit dem VSV nichts zu tun, sieht man von den handelnden Personen (Familie Wallner) ab. Der Verein wurde 1997 als eigenständiger Fußballverein gegründet, um die Nachwuchsarbeit in der Region Villach zu fördern. Ins Leben gerufen wurde der Verein vom späteren Präsidenten des BSV Bad Bleiberg und SEZ AG-Chef Egon Putzi, dessen Prokuristen Peter Grünwald und dem Villacher Fußballer und Nachwuchstrainer Wolfgang Wallner. Vision war, dass die Stadt Villach, wie in den 1970er Jahren, mit Eigenbauspielern wieder zu einer Fußballhochburg werden sollten. In der Anfangszeit wurde noch auf Nachwuchsspieler der Vereine SV Fellach und BSV SEZ Bad Bleiberg zurückgegriffen, später besaß der Verein Mannschaften in allen Altersgruppen. Die Partnervereine des FC Villach, wie SV Fellach/VSV, ESV Admira Villach oder SEZ Bad Bleiberg unterstützten die Aufbauarbeit, indem Spieler mit aber auch ohne Tauschverfahrens ins Leistungsmodell eingebracht wurden.
Nachdem weder der VSV (SV Fellach/VSV) noch der FC Villach einen Sinn darin gesehen hatten, weiterhin getrennte Wege in der Nachwuchsarbeit zu gehen, kam es 2005 zur Fusionierung beider Vereine.

## SV Villach (2005–2016)
Der SV Fellach/VSV nahm 2005 den FC Villach auf und begründete den SV Villach. Der Name wurde in Anlehnung an den alten Villacher SV gewählt, ebenso wurden mit den Farben Blau-Weiß auch dessen Vereinsfarben übernommen. Die Kampfmannschaft stieg in der Saison 2005/06 in der Kärntner Liga ein und setzte sich als Zielvorgabe für die nächsten Jahre den Aufstieg in die Regionalliga Mitte und vielleicht in die österreichische Bundesliga. 2010/11 stieg der VSV als Meister mit 76 Punkten (23 Punkte Vorsprung) in die Regionalliga Mitte auf, wo im ersten Spieljahr der zweite, im darauf folgenden der fünfte Platz belegt wurde. 2013/14 musste der VSV (bei zwei Absteigern) als Vorletzter jedoch wieder in die Kärntner Liga absteigen.
Ab 2011/12 trat auch eine Zweitmannschaft (sie wurde als VSV 1b/Amateure bezeichnet) in der Meisterschaft an, welche von der untersten Leistungsstufe den Durchmarsch in die Unterliga vollzog (exakt von der 2. Klasse C mit 159:14 Toren und 86 Punkten, keine Niederlage), doch aus der Unterliga wieder abstieg. Da von der soeben auch abgestiegenen Erstmannschaft mehrere Spieler den Klub verließen, wurde die Amateurmannschaft aufgelöst, um den Kader aufzufüllen. Trainer Peter Hrstic verließ den Verein, Diethardt Sauerbier (Ex-Spieler beim SC Moosburg) übernahm. In Summe war die neu geformte Mannschaft aber nicht stark genug und musste nach dem Spieljahr 2014/15 aus der Kärntner Liga absteigen. Nach 14 Punkten aus dem Herbst gelang im Frühjahr kein einziger Zähler. Nach der letzten Runde, welche am 12. Juni 2015 gespielt wurde und mit einer 0:3-Heimniederlage gegen den SK Maria Saal endete, trat Trainer Sauerbier zurück. Am 24. Juni 2015 wurde der Villacher Gernot Jank als neuer Trainer verpflichtet. Jank war in den 1980er Jahren Spieler bei seinem Heimatklub und vor ca. zehn Jahren bereits VSV-Trainer; bis knapp vor Saisonende 2014/15 war er Trainer beim danach abgestiegenen FC Hermagor (Unterliga West). Von Frühjahr bis Herbst 2015 trug der VSV seine Heimspiele auf der kleineren Sportanlage im Stadtteil Goritschach aus.
Nach einer Hauptversammlung kündigte der Verein für das Frühjahr 2016 den Rückzug seiner Erstmannschaft aus der Meisterschaft an. Am 26. Jänner 2016 wurde über den Klub ein Sanierungsverfahren ohne Eigenverwaltung am Landesgericht Klagenfurt eröffnet. Einem Schuldenstand von 200.000 Euro bei rund 30 Gläubigern standen Aktiva von 12.000 Euro gegenüber. Der Hauptteil der Schulden waren Altlasten. Entgegen den Ankündigungen, im Herbst in der untersten Spielklasse (2. Klasse) einen Neubeginn zu starten, brachte die Vereinsführung keine Erstmannschaft auf die Beine. Es wurde aber weiterhin (großteils in Spielgemeinschaften) im Nachwuchsbereich gespielt.
Ligenteilnahme des SV Villach
- Kärntner Liga: 2005/06, 2006/07, 2007/08, 2008/09, 2009/10, 2010/11, 2014/15
- Regionalliga Mitte: 2011/12, 2012/13, 2013/14

Erfolge des SV Villach
- Meister der Kärntner Liga 2011
- Sieger des KFV Cups 2010, 2011

## Erneuter Wiederanfang (2017–2023)
Im Frühsommer 2017 kam es zu einer nochmaligen Wiederaufnahme der Kampfmannschaft des VSV. Die Mannschaft spielte in der Meisterschaft 2017/18 in einer der Gruppen der 2. Klasse, und zwar der 2.Klasse C, also den Verbandsstatuten entsprechend in der untersten Spielklasse des Kärntner Fußballverbandes (KFV), und wurde auf Anhieb mit 90 % Eigenbauspielern und einem Altersdurchschnitt von 20,5 Jahren überlegener Meister. Ab der Saison 2018/19 spielte der Villacher SV für drei Spielzeiten in der 1. Klasse B. Der Aufstieg gelang im Jahr 2021 nach einer coronabedingt nur halb gespielten Saison. Ab Sommer 2021 spielte der VSV in der Unterliga West und konnte in der Saison 2021/22 den 2. Platz erreichen. Nach einer erneuten Saison in der Unterliga West zog sich die Mannschaft aus dem Spielbetrieb zurück.